# Prima guerra carnatica
La prima guerra carnatica o prima guerra del Karnataka (1746–1748) fu uno scontro combattuto nel teatro indiano come parte della guerra di successione austriaca e la prima delle guerre carnatiche che portarono al predominare degli inglesi sulle coste orientali del subcontinente indiano. In questo conflitto le compagnie delle indie orientali inglese e francese cercarono l'una di combattere l'altra per il controllo delle stazioni commerciali di Madras, Pondicherry e Cuddalore, contendendosi anche con le rispettive marine il controllo delle coste. La guerra dimostrò la superiorità delle truppe europee contro quelle indiane locali, facendo progredire in breve tempo l'egemonia francese nell'India settentrionale sotto il comando del governatore generale francese Joseph François Dupleix che si esprimerà ancora meglio nella seconda guerra carnatica.

## Corso della guerra
Nel 1720 la Francia effettivamente nazionalizzò la Compagnia francese delle Indie orientali e iniziò a utilizzarla per espandere i propri interessi imperialistici. Questo fatto divenne fonte di conflitti con gli inglesi in India, ancora più dopo l'entrata della Gran Bretagna nella guerra di successione austriaca nel 1744. Le ostilità in India ebbero inizio con un attacco navale inglese alla flotta francese nel 1745, fatto che portò il governatore generale francese Dupleix a richiedere l'invio di ulteriori forze. Nel 1746 giunse dunque dalla Francia una flotta al comando dell'ammiraglio La Bourdonnais. Nel luglio di quell'anno La Bourdonnais e l'ammiraglio inglese Edward Peyton si scontrarono in un'azione inconcludente presso Negapatam, dopo la quale La Bourdonnais si portò a Pondicherry per delle riparazioni e per convenire con Dupleix. Le due flotte si scontrarono ancora il 19 agosto, ma Peyton rifiutò la battaglia, riconoscendo la superiorità di La Bourdonnais e ritirandosi in Bengala. Il 4 settembre 1746 La Bourdonnais guidò un attacco a Madras. Dopo diversi giorni di bombardamento gli inglesi si arresero e consegnarono le chiavi della città ai francesi. La leadership inglese venne fatta prigioniera e inviata a Pondicherry. Si concordò che la città sarebbe tornata agli inglesi dopo appropriati negoziati ma Dupleix si oppose a questo progetto, intendendo egli annettere Madras all'impero coloniale francese. Alle altre cariche statali inglesi rimaste sul territorio venne chiesto di giurare fedeltà ai francesi, ma la maggior parte di loro si rifiutò; tra essi vi era il giovane Robert Clive, il quale venne imprigionato con altri. Travestitisi da nativi, Clive e altri tre riuscirono a eludere le sentinelle e a fuggire dal forte, raggiungendo il Fort St. David (l'avamposto inglese a Cuddalore), a circa 50 km più a sud. Dupleix, nel frattempo, aveva a sua volta promesso di concedere Fort St. George al Nawab della Carnatica, Anwaruddin, una volta conquistato, ma poi si rifiutò.
Anwaruddin rispose inviando un esercito di diecimila uomini a catturare il forte dagli uomini di Dupleix. Dupleix, che aveva perso il supporto di La Bourdonnais, disponeva di soli trecento uomini. Nella battaglia di Adyar questa piccola forza riuscì comunque a respingere gli attacchi dell'esercito di Anwaruddin.

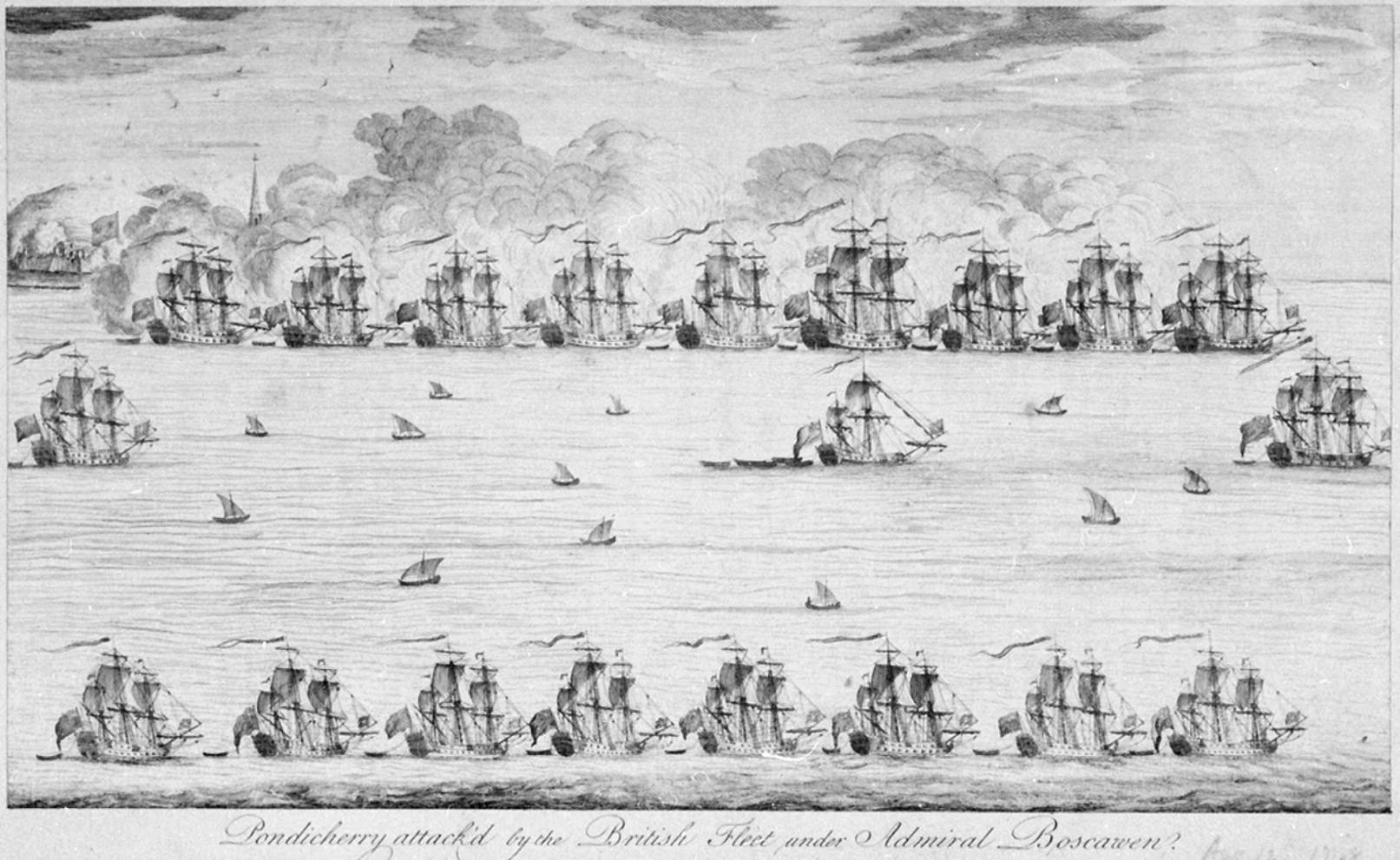
L'ammiraglio britannico Edward Boscawen assedia Pondicherry sul finire del 1748

Dupleix quindi lanciò un assalto a Fort St. David. Colpito dalla sua sconfitta ad Adyar, Anwaruddin inviò suo figlio Muhammed Ali ad assistere gli inglesi nella difesa di Cuddalore e risultò efficace nella repulsione degli attacchi francesi nel dicembre del 1746. Nei mesi successivi Anwaruddin e Dupleix concordarono la pace con il conseguente ritiro delle truppe.
I francesi, al comando di De Brurie, lanciarono comunque poi un ulteriore attacco nel tentativo di prendere Fort St. David, costringendo così i difensori inglesi a rifugiarsi nelle mura della fortezza. il contrattacco degli inglesi e del Nawab, a ogni modo, girò le carte in tavola e spinse i francesi a ritirarsi a Pondicherry.
Nel 1748 il maggiore Stringer Lawrence giunse a prendere il controllo delle truppe inglesi a Fort St. David. Con l'arrivo dei rinforzi dall'Europa, gli inglesi assediarono Pondicherry alla fine del 1748. Clive si distinse nella difesa delle fortificazioni "combattendo con rinnovato coraggio e grande vivacità contro il nemico". L'assedio venne tolto nell'ottobre del 1748 con l'arrivo dei monsoni, e la guerra terminò con l'arrivo nel dicembre della notizia della Trattato di Aix-la-Chapelle. Sulla base dei termini di questa pace, Madras tornò agli inglesi.

## Conseguenze
Malgrado la sconfitta i francesi avevano dato dimostrazione di essere tecnologicamente più avanzati dei nativi indiani per quanto maggiori di numero; nei mesi successivi Dupleix riuscì a espandere ulteriormente l'influenza francese nell'India meridionale. Nel corso della seconda guerra carnatica (1748-1754) egli riuscirà a sfruttare i dissensi interni per la successione del Nizam di Hyderabad e del Nawab della Carnatica per stabilire una forte presenza francese su diversi stati dell'India del sud. La Compagnia britannica delle Indie orientali, per contro, fece poco per espandere la propria influenza e solo debolmente tentò di opporsi alle attività di espansioen di Dupleix. Robert Clive riconobbe che questo atteggiamento poteva compromettere le conquiste inglesi nell'area e per questo dal 1751 diede vita a una serie di celebrati conflitti militari che cementarono il controllo inglese su Madras e che porranno poi fine al conflitto.